# Bohdanivka, Kremeneț
Bohdanivka (în ucraineană Богданівка) este un sat în comuna Dunaiv din raionul Kremeneț, regiunea Ternopil, Ucraina.

## Demografie
Componența lingvistică a localității Bohdanivka
     Ucraineană (99,28%)
     Alte limbi (0,72%)
Conform recensământului din 2001, majoritatea populației localității Bohdanivka era vorbitoare de ucraineană (99,28%), existând în minoritate și vorbitori de alte limbi.